# Tadeusz Kentzer
Tadeusz Kentzer (ur. 24 sierpnia 1882 w Mąkowarsku, zm. 27 maja 1940 w Sachsenhausen) – działacz plebiscytowy na Warmii, działacz społeczny na Pomorzu, wicestarosta toruński, z wykształcenia farmaceuta.

## Życiorys
Właściciel majątku Tęguty w pow. olsztyńskim. Od roku 1918 był członkiem Polskiej Rady Ludowej dla Warmii. Po przegranym plebiscycie na Warmii i Mazurach, szykanowany przez władze niemieckie, przeniósł się na Pomorze, gdzie do wybuchu wojny prowadził w Lipniczkach k. Torunia wzorcowe gospodarstwo rolniczo-hodowlane (10 medali na Powszechnej Wystawie Krajowej w Poznaniu w roku 1929). W tym samym czasie brał czynny udział w życiu społecznym i samorządowym (m.in. pełnił obowiązki wiceprezesa Pomorskiego Towarzystwa Rolniczego w Toruniu). Po wkroczeniu hitlerowców na Pomorze aresztowany i 16 kwietnia 1940 przewieziony do obozu koncentracyjnego Sachsenhausen, gdzie został zamordowany 27 maja 1940.
Synowie: por. kaw. Jerzy Kentzer, poległ 17 września 1939 w Puszczy Kampinoskiej, Adam Kentzer – zamordowany w 1942 w Sachsenhausen.

## Ordery i odznaczenia
- Złoty Krzyż Zasługi (24 lutego 1928)[2][3]